# Eva, el gran musical argentino
Eva, el gran musical argentino es una producción dirigida por Nacha Guevara, escrita por Pedro Orgambide y musicalizada por Alberto Favero. Compuesto en 1986, el espectáculo regresó a los escenarios 22 años después con mayor producción, siendo estrenado en el Teatro Argentino de La Plata.

## Historia del musical
El musical se estrenó en 1986 en el Teatro Maipo, donde estuvo ocho meses en cartel. la gestación del musical es el fruto de siete años de trabajo conmunado entre los autores. Durante este tiempo tuvieron oportunidad de hablar con los compositores Harold Prince (director de la apócrifa Evita), Andrew Lloyd Webber y Tim Rice, así como con varios personajes relacionados con el peronismo. Estos encuentros los nutrieron de historias, anécdotas y radiografías íntimas de Eva Perón. La voluntad de los autores era presentar un "personaje en forma objetiva, humana, sin demonizarla ni endiosarla", afirma Pablo Gorlero en el artículo de La Nación.

## Ficha
Libro y Dirección: Nacha Guevara.
Textos y Letras: Pedro Orgambide.
Música y Dirección Musical: Alberto Favero.
Elenco: Nacha Guevara, Rodolfo Valss, Juan Carlos Puppo, y otros.
Escenografía: Alberto Negrin.